# یولوک
یولوک (به لاتین: Yuluk) یک منطقهٔ مسکونی در روسیه است که در باشقیرستان واقع شده‌است.